# Potom
Potom là một xã trong quận Skrapar thuộc hạt Berat, Albania. Dân số năm 2005 là 1571 người.